# Црква брвнара у Горњим Палачковцима
Црква брвнара у Палачковцима је православна црква Епархије бањалучке, посвећена Светим апостолима Петру и Павлу. Налази се у Горњим Палачковцима, 12 километара од Прњавора, на путу ка Дервенти, у општини Прњавор у Републици Српској.

## Опис
У врху сјеверног довратника урезана је 1843. година, за коју се претпоставља да би могла бити година изградње, мада би због стила градње, малих димензија цркве, старијих сликаних слојева, као и подних облога, уписана година могла представљати годину обонове, умјесто изградње, те да би првобитна црква могла бити и старија, Главни мајстор је био Пејо Кљунић, са помоћницима Ратковцима из Детлака. Црква је правоугаоног облика, без олтарске апсиде, ширине 9,82 метара и дужине 4,8. Висина обичних зидова износи 3,2 метара, док је висина сљеме већа од 7 метара. Налази се на парцели димензија 20,35 м (сјеверна страна) к 23,30 (западна) х 21,45 (јужна) х 21,00 м (источна страна). Са источне стране цркве налази се активно православно гробље од кога је локалитет цркве ограђен. Грађена је од савршено тесаног храстовог брвна. Темељна дебла и једноставна брвна почивају на грубо притесаном камењу. Брвна су на угловима повезана на двоструки преклоп, а зидна брвна су ужа од темељача. На све четири стране цркве просјечени су правоугаони прозорски отвори са жељезним демирима. Црква има два улаза, један на западној, а други на јужној. Кров цркве је висок и стрм. При доњем крају се цијела конструкција крова извија и на тај начин формира стреху ширине око 1,60 м. У ентеријеру црква је подијељена, као и већина објеката овог типа, на: припрату, наос и олтарски простор.

## Историја и предања
Према предању, црква је веома стара. На мјесто на којем се данас налази црква, пренесени су дијелови старе камене црквице, која је била смјештена у оближњој шуми „Црквишту“. Ова старија црква, према предању, потиче из доба Светих апостола Петра и Павла, који су на путу за Рим пролазили кроз ове крајеве и проповиједали хришћанство.
Православни народ је под турском окупацијом утјеху налазио у вјери. Међутим, цркву није било лако изградити, а за то је била потребна дозвола из Цариграда, која се плаћала златом. Постоје разне легенде о томе како је добијена дозвола, као и објашњења зашто је црква тако малих димензија. У сваком случају, израдом крова са широким стрехама, под које је за вријеме богослужења могло стати два пута више вјерника, него у унутрашњи простор, храм је добио своју потпуну функционалност. Једна од специфичности цркве је и посебан дио у тавану гдје су током богослужења, због бојазни од турске одмазде, биле смјештене жене, Такође, врата направљена прениска, тако да Турци не би могли ући са коњима.
По доласку аустроугарских власти, црква је добила могућност изградње звоника, који је у вријеме Отоманског царства био забрањен. Из тог периода црква има у посједу Јеванђеље, написано на црквенословенском. Занимљиво је да је на њему записано како потиче из времена Фрање Јосифа, „императора аустроугарског и великог војводе српског“. Међутим, у вријеме Првог свјетског рата, већ 1914. године, звона су истопљена и кориштена у аустроугарској војсци, за прављење топовске ђулади и гранатирање српских положаја. Године 1926. поново су набављена нова звона, која се и данас налазе у употреби.
Слава цркве је Петровдан и тог дана се организује велико славље. Због малог простора и велике посјећености, 1970. године, поред цркве брвнаре, започела је градња и нове веће цркве. Пошто у вријеме комунизма, није било могуће добити грађевинску дозволу, саграђена је на мјесту куће у којој је живио свештеник Винко. Грађена је 17 година, по узору на цркву у Крњеву, у Србији. Носи име св. Василија Острошког.

## Обнова
Складношћу и прецизношћу свог архитектонског склопа и богатством и разноврсношћу декоративних елемената, црква у Палачковцима се издваја као посебно остварење у крајишкој породици брвнара. Спојеви и преклопи су урађени врло прецизно. Већину радова на објекту вршили су и врше мјештани села Палачковци. Приликом посљедњих интервенција 1997. и 1998. године, црква је подигнута хидрауличним дизалицама и након извршених интервенција, враћена на своје мјесто. Приликом радова на промјени кровног покривача била је урађена привремена конструкција, која је имала задатак да спријечи евентуални продор падавинске воде. Радове на цијепању клиса обавили су мајстори са планине Влашић.

## Споменик културе
У цркви се налази око седамдесетак икона из 19. вијека, међу којима је једна серија руских радова, један број српских икона настао у војвођанским радионицама и неколико руком исликаних литијских барјака. Због своје градитељске и естетске вриједности, црква је проглашена спомеником културе нулте категорије и стављена под заштиту државе, рјешењем Завода за заштиту споменика културе БиХ из Сарајева, од 27. марта 1970. године. Комисија за очување националних споменика, на сједници одржаној у мају 2005. године донијела је одлуку да се ова православна светиња прогласи националним спомеником.
Црква се данас налази у добром грађевинском стању.